# Нивы (Сукроменское сельское поселение)
Нивы — опустевшая деревня в Бежецком районе Тверской области. Входит в состав Сукроменского сельского поселения.

## География
Находится в восточной части Тверской области на расстоянии приблизительно 20 км по прямой на юго-восток от районного центра города Бежецк.

## История
Деревня была отмечена еще на карте 1825 года. В 1859 году здесь (деревня Бежецкого уезда Тверской губернии) было учтено 22 двора, в 1941 — 24, в 1978 — 22.

## Население
Численность населения: 131 человек (1859 год), 15 (русские 53 %, коми-пермяки 47 %) в 2002 году, 0 в 2010.